# Holger Mossberg
Karl Holger Mossberg (i riksdagen kallad Mossberg i Munkfors), född 11 december 1913 i Norra Råda församling, Värmlands län, död 19 mars 1998 i Munkfors, var en svensk fabriksarbetare och socialdemokratisk politiker.
Mossberg var ledamot av andra kammaren 1965–1970, invald i Värmlands läns valkrets. Han var också ledamot av den nya enkammarriksdagen från 1971. Mossberg är gravsatt på Munkfors kyrkogård.